# Convenio Lord Eliot
El Convenio Lord Eliot se firmó en abril de 1835 entre el jefe carlista Tomás de Zumalacárregui y el isabelino Gerónimo Valdés gracias a la intervención de lord Eliot, enviado por el gobierno británico, para dar fin a los fusilamientos indiscriminados de prisioneros y promover el canje de los mismos.

## Contexto histórico
Cuando en el año 1833 comenzó la Primera Guerra Carlista, las personas que no aceptaron como reina a Isabel II fueron consideradas rebeldes y como tales, con harta frecuencia, fusiladas.
Como primeros fusilamientos se puede citar el del general Santos Ladrón de Cegama el 14 de octubre de 1833 en Pamplona. El 4 de diciembre, Quesada, capitán general de Castilla la Vieja, fusiló en Burgos a cinco rebeldes. Como les había concedido cuatro horas para prepararse a morir, el arzobispo pidió dos días más tarde que en adelante fuesen concedidas 24 horas a los que habían de ser ejecutados, a lo que Quesada contestó: ...será inútil la menor o mayor concesión de tiempo para ejecutarlos».
Los carlistas también comenzaron a fusilar a sus prisioneros, basándose por un lado en que debían fusilar en represalia, y por otro, al carecer de plazas donde guardar a sus presos, no pudiendo llevarlos continuamente consigo por los montes, los fusilaban sobre la marcha. Se deben destacar en el bando carlista los fusilamientos de Heredia. Espartero se quejó en Bilbao sobre los bárbaros fusilamientos de la guerra, pidiendo al gobierno «...conviene pues regularizarla procediendo con estos enemigos implacables, como con los de una nación contraria, según las leyes generales del derecho de gentes y de la guerra...»
Las barbaridades de los fusilamientos fueron discutidas por el gobierno británico, que decidió enviar una comisión para conseguir que ambos bandos llegasen a un acuerdo para suprimir los fusilamientos indiscriminados. Lord Edward Granville Eliot y el coronel John Gurwood fueron los comisionados. «Hablaban perfecto francés y español, y parecían admirablemente preparados para el trabajo que habían emprendido, por sus modales conciliadores y por un completo conocimiento del país, que el uno había adquirido durante su carrera diplomática y el otro durante su carrera militar.». Eliot «...era persona de agraciado semblante, de gentil y airosa talla, de edad de unos treinta y cuatro años y de traje muy sencillo y sin adorno alguno. Le acompañaba en calidad de secretario el coronel Gurwood que traía puesto su uniforme.»

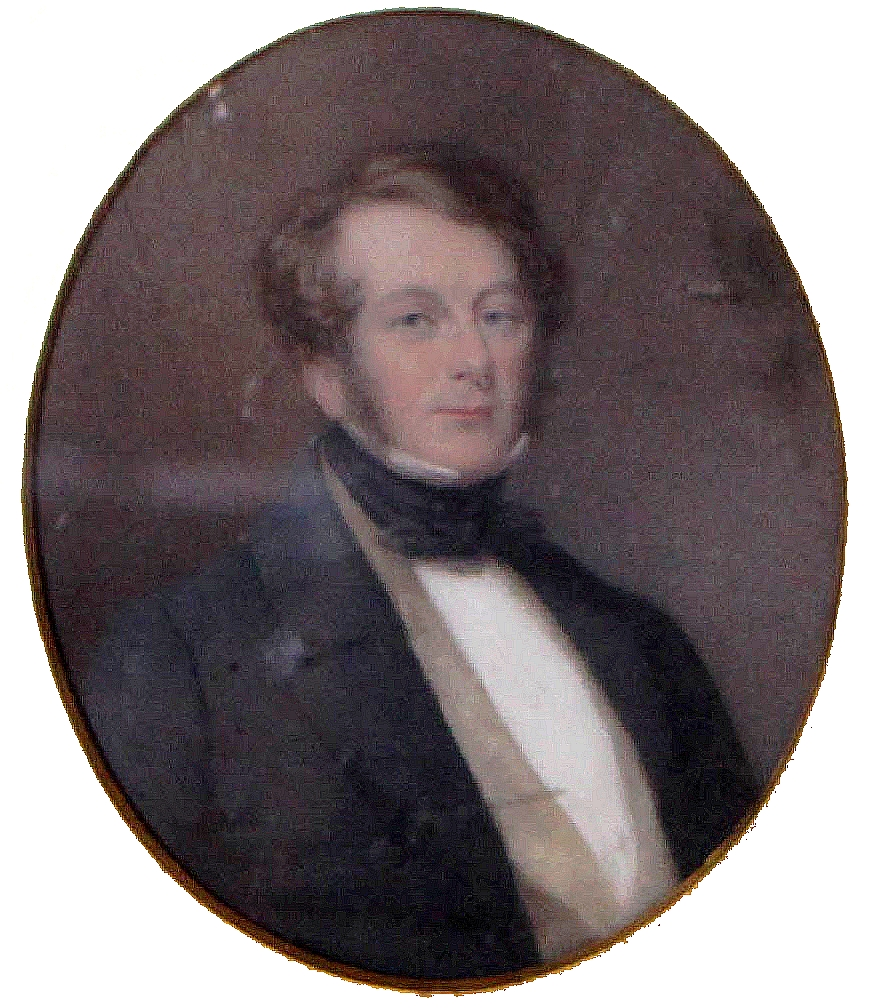
Retrato contemporáneo de Lord Edward Granville Eliot

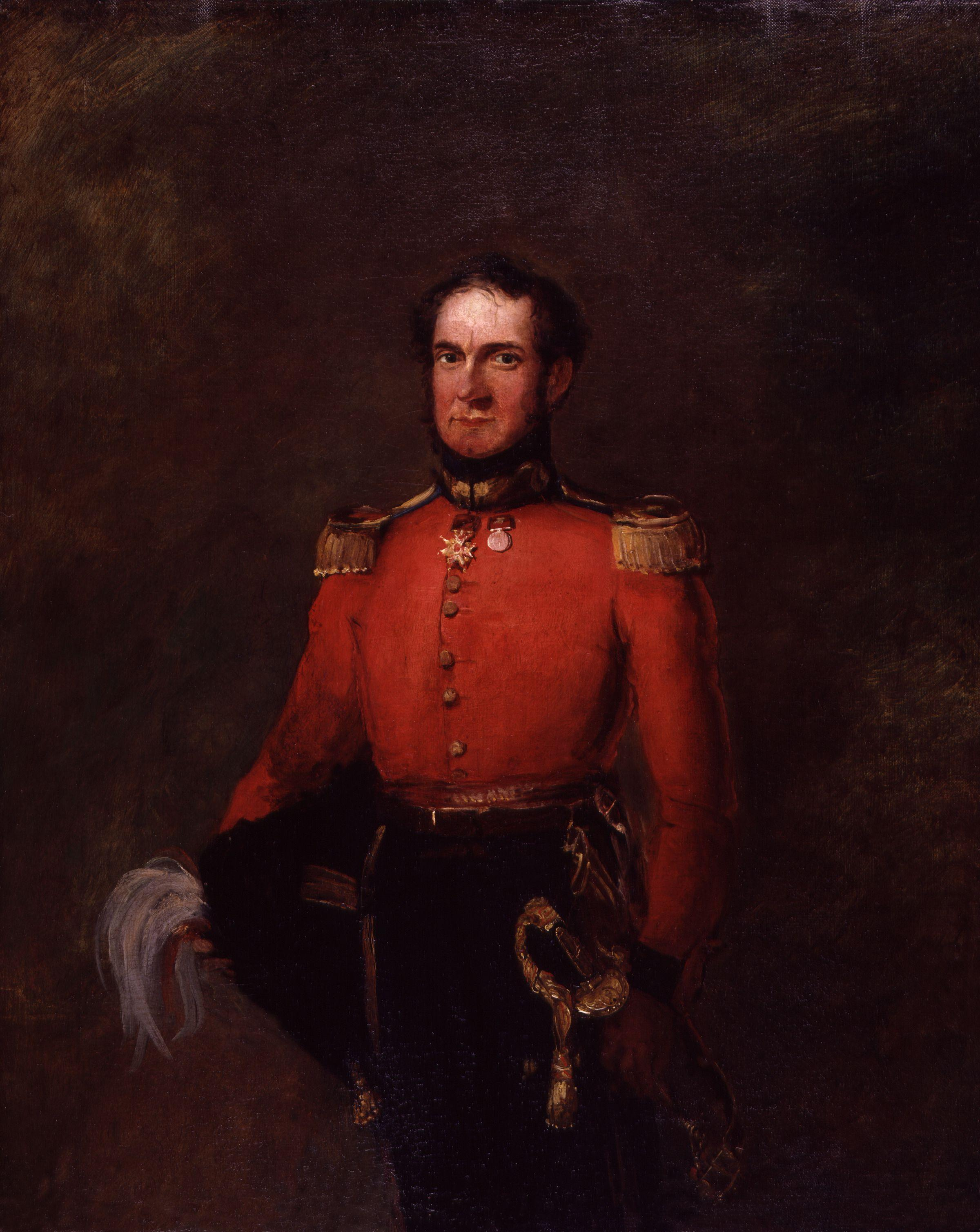
Retrato de John Gurwood hacia 1834. óleo de William Salter

Llegado lord Eliot el 5 de abril de 1835 a Bayona, comunicó a Espoz y Mina, general jefe al mando del ejército de operaciones del Norte con residencia en Pamplona, su llegada, su misión y su intención de marchar al cuartel de Carlos, rogándole que no le obstaculizase la marcha. Espoz y Mina le envió al inglés Wilde, observador británico en el ejército liberal, para recogerlo en la frontera. Por el camino Wilde se encontró con Zumalacárregui y cenó con él el día 20 en Eulate, informándole de la próxima llegada de los comisionados ingleses y de la misión que querían realizar. La delegación inglesa llegó el día 20 a Segura y se entrevistó con el pretendiente Carlos. Este los envió al cuartel de Zumalacárregui, ya que con él deberían llegar a acordar los términos del convenio, saliendo el día 23 hacia Alsasua escoltados por el coronel Serradilla. Los días 20, 21 y 22 tuvo lugar la sangrienta acción de Artaza, con derrota de las tropas liberales al mando del general Gerónimo Valdés, que se refugió en Estella. Zumalacárregui se retiró con sus tropas al valle de la Berrueza, donde le encontró Eliot. Llegaron ambos rápidamente al acuerdo, firmándolo el general carlista el 24 de abril en Asarta, consiguiendo ya en ese momento conservar la vida los 27 presos hechos en Artaza que quedaban por fusilar. El inglés quiso tener un autógrafo de Zumalacárregui y éste escribió: «En Asarta, lugar del valle de Berrueza, célebre por los diferentes combates que han ocurrido en él durante este siglo, tuvo el honor de recibir el 25 de abril de 1835 a S. E. el lord Eliot. – Tomás de Zumalacárregui». El inglés a su vez obsequió a Zumalacárregui con un anteojo de campaña que había utilizado lord Wellington durante la Guerra de la Independencia. El catalejo se conserva hoy en el Museo Militar en Madrid.
Los comisionados marcharon en compañía de Zumalacárregui desde Asarta hacia Estella, donde esperaban encontrar al general Valdés, general jefe al mando del ejército de operaciones del Norte, tras la dimisión de Espoz y Mina, para que estampase su firma en el convenio. Por el camino la comitiva hizo alto en el monasterio de Santa María la Real de Irache donde, según Zumalacárregui, «había unas monjas muy guapas que hacían un excelente chocolate» (Henningsen, p. 233). Eliot no encontró a Valdés en Estella, por lo que lo buscó y encontró en Logroño. Al general cristino no le gustó el texto firmado por Zumalacárregui, hizo los cambios que consideró oportunos y lo firmó en Logroño el 27 de abril de 1835. El coronel carlista que había acompañado hasta Logroño a los ingleses, llevó el nuevo ejemplar a Zumalacárregui que lo firmó sin más en Eulate al día siguiente, quedando así un tanto regularizado el trato de los prisioneros de la Primera Guerra Carlista:«En nuestra opinión, y séanos permitido el emitirla, que este tratado se hacía indispensable, y aún suponiendo que una potencia extranjera no hubiese interpuesto su influjo, no podía menos de haberse llevado adelante»
El convenio contenía las siguientes nueve estipulaciones:
- 1.	La preservación de las vidas de los prisioneros
- 2.	El intercambio periódico de prisioneros
- 3.	El intercambio de prisioneros igual en número de cada lado
- 4.	El intercambio según rango
- 5.	Los pueblos seleccionados para la detención de prisioneros serán respetados por los combatientes
- 6.	Los prisioneros políticos serán juzgados según las Leyes
- 7.	Los prisioneros enfermos y heridos serán respetados
- 8.	Las estipulaciones serán vinculantes en todos las Provincias del Reino
- 9.	El Convenio será seguido estrictamente

El artículo número seis dice que «durante esta guerra, ninguna persona, cualquier que sea, civil o militar, será matado por sus opiniones políticas, sin que fuese enjuiciado y juzgado según las leyes, decretos y ordenanzas de España. Esto sólo se puede aplicar a los que en realidad no son prisioneros de la guerra; con respecto a estos, las estipulaciones descritas en los demás artículos serán vinculantes».
Charles Frederick Henningsen, un soldado inglés que sirvió con los carlistas, dedicó su libro sobre Zumalacárregui a Lord Eliot, a quien describió como «uno de los pocos que en alguna manera interfirió en la guerra civil ahora desolando a España, cuyo nombre no será una maldición, pero en cuya cabeza todas las bendiciones de españoles de cualquier clase será dada».
Sin embargo, aunque los combatientes «estaban de acuerdo de tratar los prisioneros de cada lado según las reglas de la guerra, solo pasaron unos cuantos meses antes de que las barbaridades otra vez se hicieran con toda la implacabilidad como antes».

## Conflictos en la aplicación del Convenio
El tratamiento de prisioneros en la Primera Guerra Carlista así fue regulado. Los efectos eran inmediatos. Un soldado de la Legión Británica (British Legion) escribió que «los británicos y los chapelgorris que cayeron en las manos de los carlistas eran ejecutados sin piedad ninguna, algunas veces con torturas dignas de los indios de Norteamérica; pero las tropas españolas regulares fueron salvadas por el convenio de Eliot, creo yo, y después de estar encarceladas, donde fueron tratadas con toda severidad, fueron intercambiadas por el igual número de prisioneros [carlistas]...».
El principal conflicto se presentó al comenzar en 1836 las expediciones carlistas dirigidas desde el país vasco-navarro hacia el resto de España. El gobierno isabelino consideró que el Convenio concernía únicamente a los prisioneros hechos en el frente norte del país vasco-navarro; que, por lo tanto, a los carlistas pertenecientes a estas expediciones y hechos presos fuera de este límite, no les era de aplicación el Convenio. Sin embargo, el gobierno isabelino acabó por aceptar su aplicación en toda España. Como ejemplo se puede citar el caso del alemán August von Goeben, que enrolado en la tropa carlista que, a principios de 1838, participando en la expedición de Basilio García que había salido desde Navarra para reunirse con las tropas de Cabrera, fue herido y hecho prisionero en Cuenca, siendo finalmente canjeado por uno de los prisioneros isabelinos en poder de Cabrera.

## Canjes de prisioneros

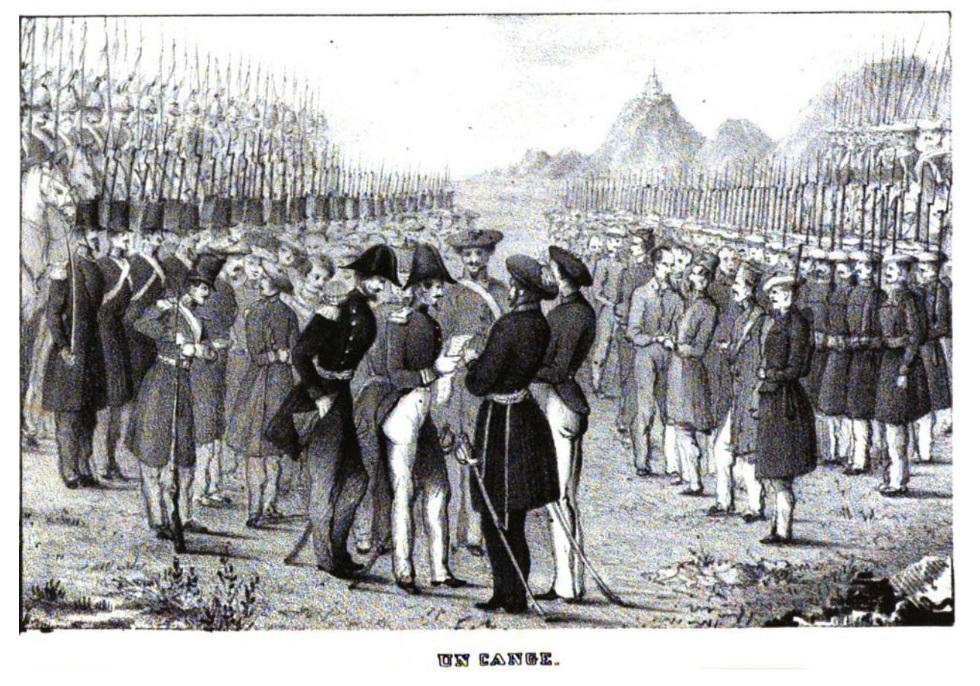
Canje de prisioneros a consecuencia del tratado de Lécera o Segura entre Cabrera y Van-Halen.

Uno de los lugares más importantes en los que se realizaba regularmente el canje de prisioneros era la ermita de Nuestra Señora del Poyo, perteneciente al término municipal de Bargota en Navarra. Este lugar está situado a mitad de camino entre Viana y Los Arcos, a unos 10 km de cada una de estas dos localidades. Viana y Los Arcos eran los reductos isabelinos y carlistas más cercanos en la zona oeste de Navarra. El territorio entre estas dos localidades, en el que se encuentra Bargota, era, por lo tanto, tierra de nadie. La ermita está situada en lo alto de un cerro junto al camino real entre Logroño y Estella, ciudades en las que se hallaban importantes cárceles de prisioneros. El lomo del cerro forma una gran explanada y desde él se observa perfectamente tanto el camino procedente de Logroño como el de Estella.
En uno de los intercambios efectuados en este lugar, al comprobar el oficial isabelino encargado de entregar los presos carlistas el estado lamentable que presentaban los prisioneros isabelinos que se le daban a cambio, amenazó que en el siguiente canje no lo realizaría uno por uno sino «a peso».